# Ferdinand González de Castille
Pour les articles homonymes, voir Gonzalez.
Ferdinand Gonzalez de Castille (Fernán González en espagnol), né vers 910 et mort en juin 970, est comte de Castille de 920 à 970.

## Origine
Fils de Gonzalo Fernández comte de Burgos et « comte en Castille », et de Munadona de Castille. Il réunit plusieurs comtés pour unifier le comté de Castille qu'il détache du royaume des Asturies.

## Biographie

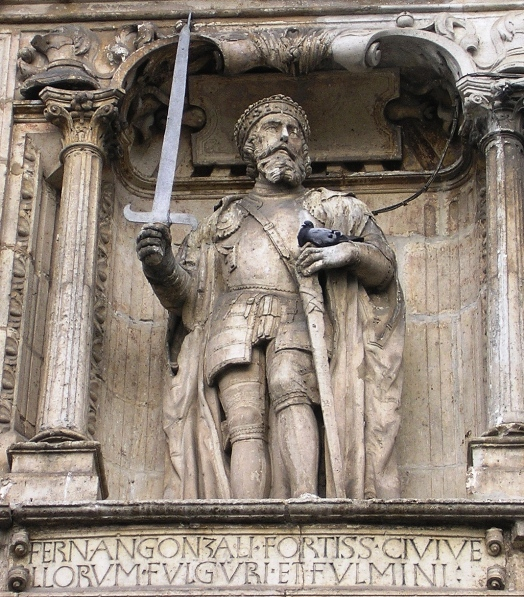
Ferdinand Gonzalez de Castille, sculpture de l'Arc de Santa María.

Au début du Xe siècle la famille des comte de Lara représentée par la comitissa Mumadona et son fils Fernán González  parvient à réunir les comtés familiaux de Lara, Burgos avec ceux de Lantarón Cerezo et Alava (931). Mumadona poursuit également une politique d'implantation religieuse avec les fondations de monastères  de Valencerias près de Lerma et de Santa-Maria de Lara en 929. 
En 932 Fernando Gonzales se proclame « comes totius Castellae  » et épouse la veuve d'Ordono II de Leon il devient ainsi le gendre de la reine Toda de Pampelune et le beau-frère de deux rois de Léon: Alphonse IV de León et Ramire II de León. En 939 le roi de Pampelune, le comte de Castille et le roi de Léon remportent une importante victoire contre les forces du Calife à Simancas, à la suite de laquelle Fernán González  s'empare de Sepulveda au sud du Douro.
L'instauration par le roi Ramire II de León du comté Monzón entre son royaume et le comté de Castille est considérée par Fernán comme une agression. Malgré l'appui de son gendre, le comte de Saldana, Fernán Gonzalez qui a pourtant participé à la bataille de Simancas en 939 se voit privé de son comté par le roi en 943 et jeté en prison l'année suivante. Ramire II nomme un nouveau comte en Castille, Ansur Fernández. Bien que libéré en 945 Fernán ne récupère son comté qu'en 947. Ramire II cherche à s'attacher le comte et leur réconciliation est scellée lors de l'union d'Urraca, fille de Fernán avec le futur roi Ordoño III de León. 

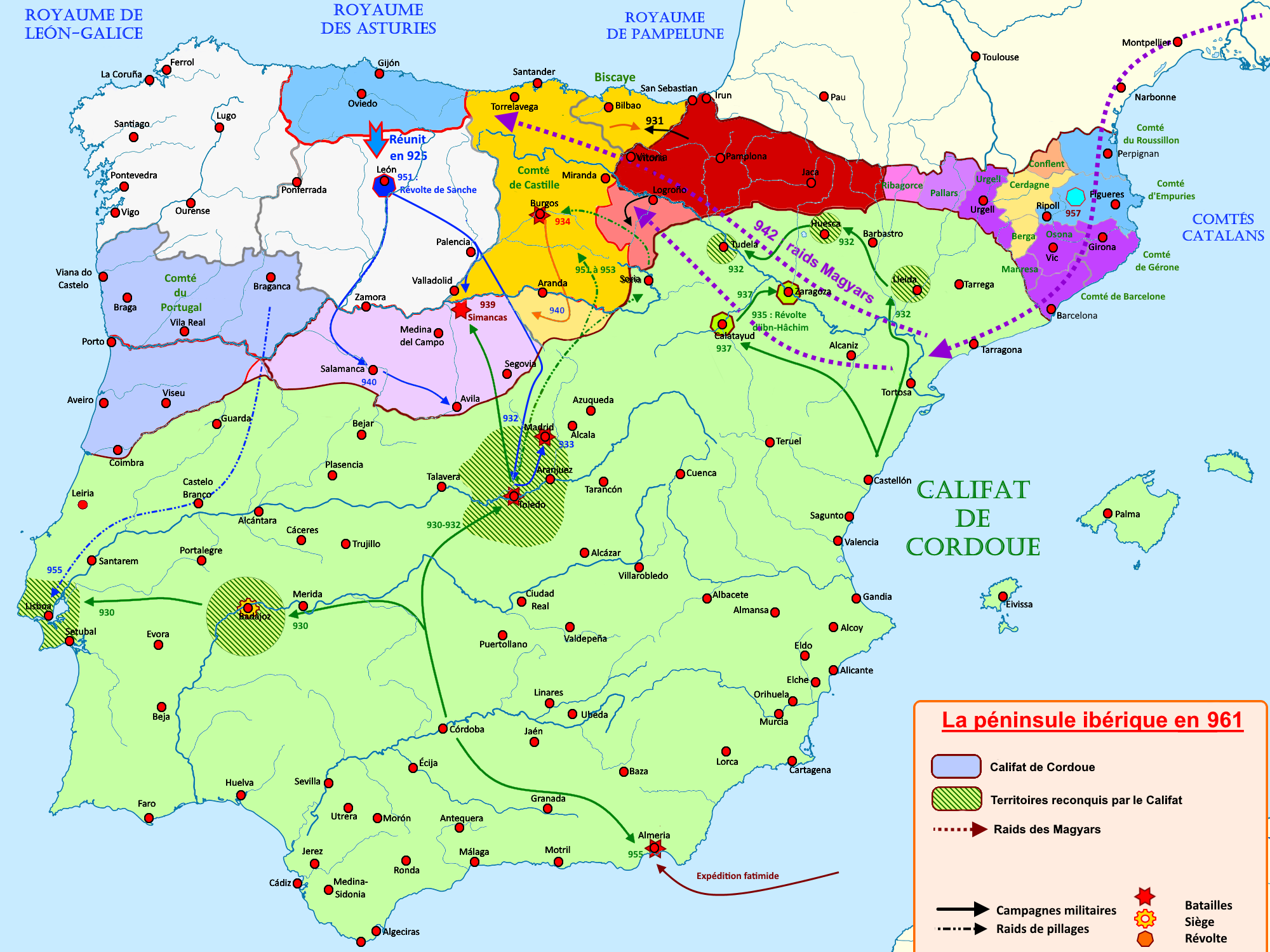
Le comté de Castille de 929 à 961.

Après la mort de Ramire II, le comte Fernán intervient dans les querelles dynastiques de la famille royale de Léon et tente d'imposer entre 958 et 961 sur le trône Ordoño IV de León à qui il avait marié sa fille veuve d'Ordoño III de León. Au retour de Sanche Ier de León Fernan Gonzalez est brièvement emprisonné en 960.
Lorsque Fernán González meurt en juin 970  et il peut transmettre sans problème la Castille à son successeur, son fils García Ier.

## Unions et postérité
Ferdinand de Castille épousa en 932 Sancha Sanchez de Pampelune (es) († entre 959 et 963). De cette union naîtront :
- Gonzalve de Castille, il épousa en 959 Fronilde (†1009) (postérité) ;

- Sanche de Castille ;

- García Ier de Castille ;

- Nuno de Castille ;

- Muniadomna de Castille, en 946 elle épousa Gome de Saldana ;

- Urraca de Castille ;

- Fronilde de Castille épousa le comte Rodano des Asturies (postérité).

Ferdinand de Castille épousa en 960 Urraca de Navarre. Deux enfants naquirent de cette union :
- Toda de Castille ;

- Pierre de Castille.